# 在ジョホールバル領事事務所
もしかして
- 在ジョホールバル出張駐在官事務所

ではありませんか？